# Stanton Fredericks
Stanton "Stiga" Fredericks (13 de junho de 1978) é um ex-futebolista profissional sul-africano que atuava como meia.

## Carreira
Stanton Fredericks representou a Seleção Sul-Africana de Futebol, nas Olimpíadas de 2000. 